# Poznání
Poznání (kognice) znamená jak proces nabývání znalostí (poznávání), tj. získávání informace o reálném světě, tak i jeho výsledek (poznatek, vědění). Netýká se tedy přebíraných znalostí a nauk (např. matematiky, chemie, etiky a pod.), které člověk nepoznává, ale chce se jim naučit, případně jim porozumět.
Člověk je pro poznávání vybaven – podobně jako jiní živočichové – smysly, pamětí a schopností zpracování informace, patrně se však od nich liší rozvažovací schopností (rozumem) i rozvinutější řeči, která mu dovoluje poznané sdělovat, kritizovat, uchovávat, rozšiřovat a účinně používat. Metapoznání (metakognice) také není výlučně lidské. Pocity ale ovlivňují sebepoznání.
Poznání primárně slouží člověku k orientaci a tak přežití v reálném světě. Umožňuje mu využívat poznaných vlastností reálného světa k rozvoji komfortu lidského žití. Soustavným poznáváním různých oblastí reálného světa se zabývají přírodní a technické vědy, kdežto povahu, případně podmínky a možnosti poznání zkoumá filosofie, zejména její odvětví gnozeologie či moderněji epistemologie.

## Smyslové poznání
Fungování smyslových orgánů dovedeme poměrně dobře popsat a pochopit, od signálu například jednotlivého očního čípku je však k poznání velmi daleko. Člověku, který vidí vajíčko, se na oční sítnici sice promítá světlá skvrna charakteristického tvaru, jenže jednotlivé tyčinky a čípky poskytují pouze údaje o jasu a barvě v daném bodě, takže celkový tvar se musí nějak rekonstruovat v mozku. Signály obou očí mohou nepřímo poskytnout i prostorové údaje, ale nic víc. Ačkoli má člověk na sítnicích jen skvrny, přece vidí vajíčko, a to i tehdy, když je část vajíčka ve stínu nebo zakryta jiným předmětem. Zde do procesu vnímání zřejmě vstupuje zkušenost s vajíčkem, kterou člověk získával už od dětství:
| „        | Člověk musí poznávat podle eidos, pojmového druhu, který pochází z mnoha vjemů a je rozumovým myšlením sbírán v jednotu. | “ |
| — Platón | |   |

Zkušenost vzhledu a „pojmového druhu“ může ovšem také zavádět: „vajíčko“ může být skleněné, takže se k jídlu nehodí. Tuto přirozenou nejistotu smyslového poznání snižuje fakt, že vjemy různých smyslů se často doplňují a jakmile by člověk skleněné „vajíčko“ vzal do ruky, rozlišil by patrně jiný povrch a tepelnou vodivost než má skutečné vejce. V běžném životě hraje významnou roli také okolí a souvislosti předmětu: vajíčka se vyskytují u slepic, v lednici nebo v lahůdkářství, nikoli v knihovně nebo na louce. Jenže to všechno může být také jinak. Jakkoli jsou tedy smysly zdaleka nejdůležitějším zdrojem pro naše poznání, je to také zdroj nejistý.
Běžné poznávání neznámých věcí je přirozeně neurčité, zato když člověk na ulici pozná starého známého nebo když v kousku papíru rozpozná stokorunu, je to poznání úplně přesné, a pokud se nezmýlil, i správné.

## Rozumové poznání

Plocha trojúhelníka (P=(b x h)/2)

Řeckému filosofovi Pythagorovi se přisuzuje objev jiného druhu poznání, které je naproti tomu bezpečné a jisté. Kdo jednou poznal, to jest pochopil a nahlédl sousední obrázek, bezpečně ví, že plocha trojúhelníka je základna krát výška lomeno dvěma, a to vždy a přesně. Podobně člověk může po chvíli přemýšlení „poznat“, že pravidelný pětiúhelník má právě pět úhlopříček, a to aniž by se díval na obrázek a mohl se tedy dozvědět něco skutečně nového. Poznatek si odvodil ze své znalosti geometrie, z pojmů "pětiúhelník" a "úhlopříčka".
Správně provedené geometrické a matematické důkazy tedy poskytují „poznání“ spolehlivé a bezpečné, které bylo pro řadu filosofů ideálem: nedalo by se podobně poznávat i v jiných oblastech? Pythagorejští filosofové si na to odpověděli obráceně: jen geometrické objekty se dají přesně a dokonale poznat, a tedy jsou to jediné, co v pravém slova smyslu „je“; všechno ostatní je nejisté, proměnlivé, a tedy spíše nejsoucí. Náš současný názor na tuto otázku vyslovil asi poprvé Immanuel Kant: geometrické „poznání“ se odvozuje ze známých vlastností geometrických objektů a kdo pochopil pojem trojúhelník, může si z něho odvodit všechno o trojúhelníku. Takové poznání nazývá Kant analytické nebo a priori a je jisté právě proto, že vlastně nic nového neříká; geometrické a matematické důkazy jsou vlastně tautologie.
S tím by matematik, který dokazování nějaké věty věnoval rok života, jistě nesouhlasil, protože vydobýt nový důsledek z již známých skutečností může být velmi obtížné. Hlavní omezení rozumového poznání ale tkví v tom, že je možné jen u přesně definovaných předmětů a těch je poměrně málo. Nakonec jsou to jen ty, které definicí vznikají, jako právě čísla, geometrické objekty anebo některé pojmy administrativní (například "držitel občanského průkazu").

## Empirismus a racionalismus
Bez smyslových podnětů tedy člověk nic nového poznávat nemůže. Z Démokritových zlomků se zdá, že snad poznání vysvětloval pouze činností smyslů a působením věcí na smysly. Tomáš Akvinský soudil, že „ze smyslů vychází lidské poznání“, z čehož vzniklo tvrzení, že „není v mysli, co předtím nebylo ve smyslech“, obvykle přisuzované J. Lockovi. Na tom jistě něco je, protože i naše představy, fantazie a sny využívají smyslový materiál a i jednorožec nebo sfinga jsou kombinace toho, co jsme viděli.
Jenže – jak správně postřehl Kant – smyslový vjem už předpokládá, že člověk „vidí“ v prostoru, rozeznává blízké a vzdálené a samozřejmě také „vnímá“ čas. Aby ze smyslového počitku vzešlo poznání, je k tomu patrně také třeba i jakási spolupráce „rozumového myšlení“, jak o něm hovoří Platón. I úplné smyslové vjemy jsou pouze materiál poznání, který pak člověk v mysli a v paměti řadí, zbavuje zbytečných podrobností – například abstrakcí a zobecněním – a dává do souvislostí, aby ho mohl použít.

## Poznání ve vědě
Ve snaze o spolehlivější poznání si novověká věda počínaje Descartem vytvořila metodu rozkládání složitých jevů na jednodušší a začala místo nahodilého pozorování skutečnosti konstruovat umělá „pokusná“ uspořádání. Experiment (pokus) se snaží vyloučit ty stránky pozorovaného jevu, které nás právě nezajímají, a uspořádat věci tak, aby se výsledek dal pokud možno změřit a vyjádřit číslem a ovšem kdykoli zopakovat. Základním požadavkem na pokus je jeho opakovatelnost kdekoli na světě. Proto je vždy nutno přesně specifikovat úplné podmínky experimentu, tedy včetně použitých měřicích přístrojů, jejich výrobců a výrobní série. V současné vědecké praxi se používají standardní materiály, měřicí metody i přístroje a pokud na výsledku hodně záleží, užívá se i metoda kontrolní skupiny. Tak při testování léku se sleduje průběh nemoci u pacientů, kteří ho dostávají, a porovnává s těmi, kteří ho nedostali.
Přesto nelze říci, že by se věda mohla zakládat pouze na experimentu. Než vědec experiment navrhne, musí už vědět, na co má výsledek odpovědět – musí mít předběžnou hypotézu. Musí také vědět, co si s naměřeným výsledkem počne, čili jak ho bude interpretovat. A musí ovšem předpokládat, že zkoumaná skutečnost „nehraje v kostky“ (Einstein), že není nahodile proměnlivá, nýbrž že v ní lze nalézt nějakou stálost a pravidelnost. Takže i ve vědě probíhá „hermeneutický kruh“ myšlenek, hypotéz, konstrukcí a měření, které se navzájem ovlivňují a podmiňují.

## Odvození (inference)
Některé informace nejsou v kognitivním modelu jisté části reality přímo obsaženy, ale lze je z nich najít odvozením (inferencí). Model tedy umožňuje získat znalosti, které nejsou bezprostředně k disposici, ale jsou z modelu odvoditelné. Axiomatické vědy (matematika, logika) pro tento účel někdy používají formální (syntaktické) odvozování v rámci vhodného formálního jazyka. S dalšími případnými otázkami po znalostech nad rámec daného kognitivního modelu je třeba se znovu obrátit ke zkoumané realitě, tedy dále ji prozkoumat a získat další požadované znalosti o ní. Kognitivní model se takto rozšíří o další relevantní znalosti.

## Vnitřní a vnější vágnost, sémantický diferenciál, exaktní vědy
O svých inherentně vágních poznatcích (vnitropsychickém kognitivním modelu) je člověk schopen vypovídat (přirozeným, obecně neformálním jazykem) a to samozřejmě pouze vágně  Touto výpovědí nelze odkrýt veškerý obsah osobního vnitropsychického kognitivního modelu s veškerou jeho vágností. Nesdělované části vágnosti říkáme vágnost vnitřní, ta zůstává výhradně součástí obsahu vnitropsychického modelu. Tu, která je obsažena v jazykové výpovědi, označujeme jako vnější vágnost , . Jazykově lze uchopit (modelovat) pouze vágnost vnější. Neformální jazyky, např. přirozený jazyk, neumožňují rozlišit vnitřní a vnější vágnost striktně, ale pouze s mlhavou, vágní hranicí. Umělé formální jazyky (z principu musí mít nulovou vnitřní vágnost interpretace všech jazykových konstrukcí) mohou vnější vágnost modelovat fuzzy množinami  a fuzzy logikou , mírou důvěry , bayesovskou apriorní a aposteriorní pravděpodobností, nebo stochastickými veličinami a funkcemi, jak to činí exaktní vědy. S vnitřní vágností (v interpretaci jazykové konstrukce) se buď musíme smířit, nebo ji zakázat. S myšlenkou zakázat (odsunout ji mimo rámec exaktních věd) vnitřní vágnost v interpretaci jazykové konstrukce přišel Newton a vybudoval na ní základ exaktních věd. Jako objektový jazyk kognitivního modelu exaktních věd lze použít výhradně umělý formální jazyk (matematika, logika). Interpretace všech jazykových konstrukcí poznáním (nyní mu říkáme umělé, na rozdíl od lidského přirozeného a vágního) vytvořeného kognitivního modelu dané části reality, musí mít nulovou hodnotu vnitřní vágnosti, je to i podmínkou pro formální inferenci v rámci formálního jazykového systému . Vnitřní vágnost má těsnou souvislost s relativně novou veličinou a tou je sémantický diferenciál  . Sémantickým diferenciálem se rozumí rozdíl v konotaci (vágní tj. mlhavé, neostré, neurčité interpretaci), v tom, jaké významy přiřazují různí lidé určité jazykové konstrukci. Každé z individuí konotaci provádí na základě svého subjektivního, inherentně vágního vnitropsychického kognitivního modelu.
Nulová hodnota sémantického diferenciálu odpovídá nulové hodnotě vnitřní vágnosti interpretace jisté jazykové konstrukce a tak limitnímu případu spočívajícímu v naprosté shodě všech komunikujících účastníků na významu oné jazykové konstrukce. V tomto případě tedy lze jazykovou konstrukci rigorosně interpretovat.

### Newtonova idea a možnost použití umělého formálního jazyka
Aby bylo možno význam všech jazykových konstrukcí, reprezentujících znalosti o jisté části reálného světa, vymezit přesně (nulový sémantický diferenciál interpretace), je nutno v reálném světě vybrat měřitelné projevy (manifestace) reality zvané atributy (veličiny, parametry). Tato selekce a tak filtrace v reálném světě tvoří Newtonův umělý filtr poznání. Atribut je vybrán tak, že mezi vzdělanci v příslušném oboru o atributu samém nesmějí vzniknout žádné pochyby v zaujatém hledisku či hloubce a šíři náhledu, tedy v interpretaci, a tedy ve významu jeho jména. V exaktních vědách je proto vždy přesně vymezen buď konsensuálně (základní množina), nebo definitoricky (odvozené). V tomto duchu píše I. Newton ve svém díle Philosophiae Naturalis Principia Mathematica v roce 1687. V současné době totéž platí pro atributy – veličiny – celosvětově zavedené soustavy veličin SI (z franc. Système international d'unités). Ve fyzice jsou atributy např. síla, intenzita elektrického pole, rychlost, atd. Objektovým jazykem exaktních věd jsou umělé formální jazyky (matematika, logika). Kognitivní model vytvořený exaktními vědami pro danou část reálného světa, sestává ze jmen (pro daný účel dominujících a neopominutelných) atributů a (pro daný účel dominujících a neopominutelných) vztahů mezi nimi, popsaných matematickými nástroji. Jelikož se modely nazývají podle objektového jazyka modelu, říká se mu matematický model. Jinak řečeno, atributy a matematicky popsané vztahy mezi nimi reprezentují v tomto případě danou část reality.
Mezi znalostmi získanými přirozeným poznáním a znalostmi získanými poznáním metodou exaktních věd, je kvalitativní propast. V prvém případě se na svět díváme tak, jak se nám sám podává, v druhém případě jej popisujeme pouze podle měřitelných vlastností, které lze kdykoli ověřit.